# 棋盘乡 (叶城县)
棋盘乡，是中华人民共和国新疆维吾尔自治区喀什地区叶城县下辖的一个乡镇级行政单位。

## 行政区划
棋盘乡下辖以下地区：
喀拉硝尔村、瓦勒瓦村、伊勒尼什村、欧壤村、尤喀克欧壤村、塔日斯村、恰热克来村、棋盘尤力村、协依合拉村、塔尔阿格孜村、许许村、阿孜干萨勒村和萨木其村。